# Rikard Bizzi
Rikard Giuseppe Bizzi, även känd under artistnamnet Skizz, född 10 mars 1985, är en svensk hiphopmusiker från Tumba i Stockholms län. 

## Biografi
Tillsammans med hiphop-kollegan Starvin Marr bildade Rikard "Skizz" Bizzi 2010 hiphop-duon Stockholmssyndromet och släppte några uppmärksammade album, innan de gick skilda vägar ett par år senare. Rikard "Skizz" Bizzi sökte efter en mer harmonisk väg i såväl musiken som sin tidigare självdestruktiva livsstil och fick kontrakt med Petters nystartade skivbolag Baba Recordings (under Sony Music), där han debuterade som soloartist 23 maj 2013 med albumet Kärlek, Funk & Solidaritet.  Det uppföljande albumet 100kg Funk släpptes 10 maj 2014. Därefter har "Skizz" släppt albumen Ur Funktion (2014), IV: Legenden Om Urban (2015) och Ur Funktion 2 (2016).
Han var huvudperson i SVT-programmet Jills veranda i Nashville den 5 februari 2014.

## Diskografi

### Album
| År   | Album                      |
| ---- | -------------------------- |
| 2013 | Kärlek, Funk & Solidaritet |
| 2014 | 100kg Funk                 |
| 2014 | Ur Funktion                |
| 2015 | IV: Legenden Om Urban      |
| 2016 | Ur Funktion 2              |